# Géza von Csergheő
Géza von Csergheő, vollständiger Name Géza Georg von Csergheő de Nemes-Tacskánd, (* 23. Juli 1840 in Heiligenkreuz bei Wien; † 8. November 1895 in Budapest) war ein österreichisch-ungarischer  Offizier und Heraldiker.
Géza von Csergheő besuchte zunächst das Wiener Theresianum und wurde 1859 zum Leutnant ernannt. 1869 kam er als Oberleutnant zur ungarischen Leibgarde nach Wien, wo er seinen heraldischen Interessen und Studien intensiv nachgehen konnte. In seiner Wohnung fanden die Vorbesprechungen statt, die dann 1870 zur Gründung der Heraldisch-Genealogischen Gesellschaft Adler führten.
Für Siebmachers Wappenbuch verfasste er die Bände zu Ungarn und Siebenbürgen.

## Veröffentlichungen
- mit Ivan von Nagy: Der Adel von Ungarn samt den Nebenländern der St. Stephans-Krone. (= J. Siebmachers Großes und allgemeines Wappenbuch 4. Band, 15. Abteilung, 1. Teil). Bauer & Raspe Nürnberg 1885–1893 (2 Text- und 2 Tafelbände).
- mit Josef von Csoma: Der Adel von Ungarn samt den Nebenländern der St. Stephans-Krone (Nachträge) (= J. Siebmachers Großes und allgemeines Wappenbuch 4. Band, 15. Abteilung, 2. Teil). Bauer & Raspe Nürnberg 1894.
  - Nachdruck: Die Wappen des Adels in Ungarn (= J. Siebmacher's großes Wappenbuch Bd. 33) Bauer & Raspe, Neustadt a.d. Aisch 1982. ISBN 3-87947-033-2.
- mit Josef von Csoma: Alte Grabdenkmäler aus Ungarn. Beitrag zur Kunst- und Culturgeschichte. Kilian, Budapest 1890.
- Der Adel von Siebenbürgen. Begonnen von Constantin Reichenauer von Reichenau, fortgesetzt von Géza von Csergheő, zu Ende geführt von Oscar von Bárczay (= J. Siebmachers Großes und allgemeines Wappenbuch  Band IV, 12. Abteilung). Bauer & Raspe, Nürnberg 1898.
  - Nachdruck:  Der Adel von Siebenbürgen (= Siebmacher's großes Wappenbuch Bd. 34). Bauer & Raspe, Neustadt an der Aisch 1984, ISBN 3-87947-034-0.

| Personendaten    | Personendaten                                              |
| ---------------- | ---------------------------------------------------------- |
| NAME             | Csergheő, Géza von                                         |
| ALTERNATIVNAMEN  | Csergheő, Géza; Csergheő de Nemes-Tacskánd, Géza Georg von |
| KURZBESCHREIBUNG | österreichisch-ungarischer Offizier und Heraldiker         |
| GEBURTSDATUM     | 23. Juli 1840                                              |
| GEBURTSORT       | Heiligenkreuz bei Wien                                     |
| STERBEDATUM      | 8. November 1895                                           |
| STERBEORT        | Budapest                                                   |